# Blood on the Dance Floor (Band)

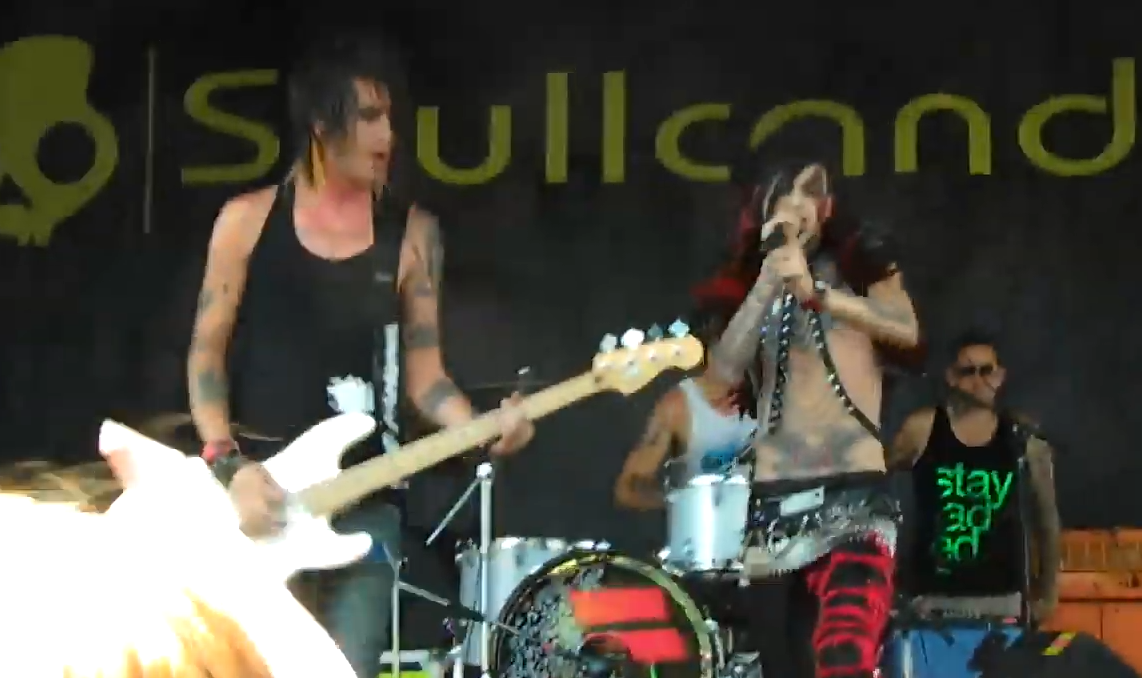
Blood on the Dance Floor (2011)

Blood on the Dance Floor (oft abgekürzt als: BOTDF) ist eine US-amerikanische Electro-, House- und Screamo-Band aus Orlando, Florida.

## Geschichte
Die Band wurde 2007 gegründet. Dahvie Vanity und später Garrett Ecstasy begannen damit Songs aufzunehmen und unabhängig zu veröffentlichen. Sie veröffentlichten ihre ersten beiden Alben 2008, gefolgt von vielen Singles. Ende 2009 verließ Garrett Ecstasy die Band und Jayy von Monroe übernahm seinen Platz als Screamer. Der Name „Blood on the Dance Floor“ war ein spontaner Einfall von Vanity.
Die Band debütierte mit dem Album Let’s Start a Riot. Für das zweite Album It’s Hard to Be a Diamond in a Rhinestone World nahm Garrett Ecstasy als „inoffizieller Hintergrundsänger/-shouter“ den Platz neben Dahvie Vanity ein. Der Screamer wurde 2009 jedoch durch Jayy von Monroe ersetzt. Im Oktober wurde ihr drittes Studioalbum Epic veröffentlicht, das erste Album, bei dem auch Jayy von Monroe beteiligt ist, einige ältere Songs wurden sogar mit Monroe neu aufgenommen. Am 14. Juni 2011 kam ihr viertes Studioalbum All the Rage heraus.
Am 19. Juni 2012 ist ihr fünftes Studioalbum (R)Evolution erschienen. Das Album stieg auf Platz 42 in die Charts ein und verkaufte sich innerhalb der ersten Woche über 10.000 mal. Es war anfangs geplant, dass es zusammen mit dem Kompilationsalbum The Legend of Blood on the Dance Floor veröffentlicht wird. Am 20. Juni 2012 wurde über eine Facebook Anwendung die Extended Play, Clubbed to Death die drei neue Songs enthält, zum kostenlosen Herunterladen angeboten.
Die Band veröffentlichte eine Extended Play mit dem Titel The Anthem of the Outcast am 30. Oktober 2012. Die Deluxe Edition enthielt neben den neun Tracks auch die drei Songs von der Clubbed to Death EP. Gleichzeitig erschien The Revolution Pack; eine Neuveröffentlichung des Albums (R)Evolution, inklusive beider Extended Plays. Kurz darauf kündigten sie für den 3. September 2013 ein neues Album mit dem Titel Bad Blood an. Die erste Single I Refuse to Sink (Fuck the Fame) erschien am 19. Februar 2013 und kurz darauf die nächsten beiden Singles Crucified by Your Lies und Something Grimm.
Ein Tag nach der Veröffentlichung von Bad Blood startete die „The Bad Blood Tour - Revenge Will Have It’s Dates“ in San Antonio in den USA. Im Zuge dieser Tour kamen Jayy und Dahvie auch das erste Mal in ihrer Bandgeschichte für zwei Auftritte nach Deutschland (Köln und Berlin). Nach keiner langen Pause wurde im Februar 2014 die nächste Single We’re Taking Over mit Ex - Hollywood Undead Sänger DEUCE veröffentlicht. Am 10. Juni 2014 erschien die nächste EP namens Bitchcraft auf der ein hörbar düsterer Sound vertreten ist. Es folgte eine Tour mit den Millionaires.
Danach folgte eine kleine Kreativpause für Blood On The Dance Floor da Dahvie und Jayy auch an ihren Soloprojekten gearbeitet haben. Dahvie veröffentlichte als Master Of Death sein erstes Soloalbum am 4. April 2015 und Jayy folgte am 28. August 2015 als JayyVon mit seinem Soloalbum 10CMD. Zwischenzeitlich haben Blood on the Dance Floor am 7. August 2015 die neue 5-Track EP Cruel Pornography die sich wie Anthem of the Outcast wieder im Rock Genre ansiedelt.
Für das Jahr 2016 haben Blood on the Dance Floor ein neues Album angekündigt. Sie arbeiten zusammen mit DJ Pickee an dem neuen Album und wollen laut Dahvie Vanitys Aussage wieder zu ihren Wurzeln zurückkehren. Die nächste Single Safe Word wird im Frühjahr erscheinen.
Am 14. Dezember wurde von Dahvie Vanity bekanntgegeben, dass sich das Duo nach einer letzten Tournee und der Veröffentlichung ihres letzten Studioalbums Scissors auflösen würde. Dahvie Vanity plante bereits zuvor eine Solokarriere unter dem Pseudonym Sinners are Winners inklusive gleichnamigem Debütalbum.
Am 11. April 2017 veröffentlichte Dahvie schließlich, dass Blood on the Dance Floor noch lange nicht zu Ende sei und versprach seinen Fans, die Band weiter zu führen. Einen Tag später gab er den Namen des neuen Albums Kawaii Monster bekannt, das am 5. Dezember dieses Jahres erscheinen soll.
Außerdem hatte Dahvie für den 5. Mai eine neue Single namens Resurrection Spell angekündigt, die er zusammen mit dem neuen Band-Mitglied veröffentlichen wollte, dies tat er aber schon einen Tag früher. Seine aktuelle Partnerin, Fallon, ist seit dem 4. Mai 2017 offiziell ein Mitglied von Blood on the Dance Floor und ist außerdem auch schon auf der neuen Single zu hören. Für den 21. Juni wurde ein Auftritt der Band in Japan angekündigt.

## Diskografie

### Studioalben
| Jahr | Titel                                           | Höchstplatzierung, Gesamtwochen, AuszeichnungChartsChartplatzierungen (Jahr, Titel, Platzierungen, Wochen, Auszeichnungen, Anmerkungen) | Anmerkungen                              |
| Jahr | Titel                                           | US | Anmerkungen                              |
| ---- | ----------------------------------------------- | --- | ---------------------------------------- |
| 2008 | Let’s Start a Riot!                             | — | Erstveröffentlichung: 16. April 2008     |
| 2008 | It’s Hard to Be a Diamond in a Rhinestone World | — | Erstveröffentlichung: 12. September 2008 |
| 2010 | Epic                                            | — | Erstveröffentlichung: 5. Oktober 2010    |
| 2011 | All the Rage!!                                  | — | Erstveröffentlichung: 14. Juni 2011      |
| 2012 | (R)Evolution                                    | US42 (2 Wo.)US | Erstveröffentlichung: 19. Juni 2012      |
| 2013 | Bad Blood                                       | US137 (1 Wo.)US | Erstveröffentlichung: 3. September 2013  |
| 2014 | Bitchcraft                                      | — | Erstveröffentlichung: 10. Juni 2014      |
| 2016 | Scissors                                        | — | Erstveröffentlichung: 16. August 2016    |
| 2017 | Kawaii Monster                                  | — | Erstveröffentlichung: 31. Oktober 2017   |
| 2018 | Haunted                                         | — | Erstveröffentlichung: 16. Februar 2018   |
| 2018 | Cinema Erotica                                  | — | Erstveröffentlichung: 2. November 2018   |
| 2019 | Hollywood Death Star                            | — | Erstveröffentlichung: 5. September 2019  |

### EPs
| Jahr | Titel                     | Höchstplatzierung, Gesamtwochen, AuszeichnungChartsChartplatzierungen (Jahr, Titel, Platzierungen, Wochen, Auszeichnungen, Anmerkungen) | Anmerkungen                             |
| Jahr | Titel                     | US | Anmerkungen                             |
| ---- | ------------------------- | --- | --------------------------------------- |
| 2009 | I Scream I Scream         | — | Erstveröffentlichung: 9. März 2009      |
| 2009 | OMFG Sneak Peak           | — | Erstveröffentlichung: 14. Juni 2009     |
| 2009 | Extended Play!            | — | Erstveröffentlichung: 1. Juli 2009      |
| 2012 | Epic: The Remixes         | — | Erstveröffentlichung: 10. Januar 2012   |
| 2012 | Clubbed to Death!         | — | Erstveröffentlichung: 20. Juni 2012     |
| 2012 | The Anthem of the Outcast | US140 (1 Wo.)US | Erstveröffentlichung: 30. Oktober 2012  |
| 2015 | Cruel Pornography         | — | Erstveröffentlichung: 8. August 2015    |
| 2017 | Emotional                 | — | Erstveröffentlichung: 15. Dezember 2017 |
| 2018 | You Are the Heart         | — | Erstveröffentlichung: 22. Januar 2018   |

### Kompilationen
- 2010: Lest We Forget the Best of BOTDF
- 2011: The Legend of Blood on the Dance Floor
- 2012: The Revolution Pack
- 2013: Blood Unplugged
- 2016: RIP 2006-2016

### Singles
| - 2008: Money and Hoes (Let’s Start a Riot) - 2008: Save The Rave (It’s Hard to Be a Diamond in a Rhinestone World) - 2008: Blood on the Dance Floor (DJ Pickee Remix) (It’s Hard to Be a Diamond in a Rhinestone World) - 2008: S My D (It’s Hard to Be a Diamond in a Rhinestone World) - 2008: Suicide Club (I Scream I Scream) - 2008: Siq with A Q (I Scream I Scream) - 2009: Miss Bipolar (Love Fight) (feat. Lolli Dolli) (I Scream I Scream) - 2009: Looking Hot, Dangerous (OMFG Sneak Peak) - 2009: Designed to Kill - 2009: Horrifically Delicious - 2009: Success Is the Best Revenge (Epic) - 2009: Sexting (Epic) - 2009: Crunk Man (Remake) (Epic) - 2010: Designed to Kill (Remake) (Epic) - 2010: Sexting (Remix) (feat. Jeffree Star) - 2010: Inject Me Sweetly (feat. Jeffree Star) - 2010: Candyland (Epic) - 2010: I’m What Dreams Are Made Of (Epic) - 2010: Lose Control (Epic) - 2010: You Done Goofed (Epic) - 2010: Party On (Epic) - 2010: Death to Your Heart (Epic) - 2010: My Gift & My Curse | - 2010: The Loving Dead (All the Rage [Deluxe Edition]) - 2010: Yo, Ho! (A Pirate’s Life for Me) (All the Rage) - 2010: Believe (Epic) - 2011: Happy Violentine’s Day (All the Rage) - 2011: P.L.U.R. (Peace Love Unity Respect) (All the Rage) - 2011: Sexting (Rusty Lixx Remix) - 2011: G.F.A. (feat. JJ Demon, Nick Nasty & Lady Nogrady) (All the Rage) - 2011: Bewitched (feat. Lady Nogrady) (All the Rage) - 2011: Le Petite Morte (feat. Elena Vladi) - 2012: Revenge Porn ((R)Evolution) - 2012: The Right to Love ((R)Evolution) - 2012: Unforgiven ((R)Evolution) - 2012: Rise & Shine (feat. Deuce) ((R)Evolution) - 2012: Hell on Heels (Givin’ In to Sin) (feat. New Year’s Day) (Anthem of the Outcast) - 2012: Don’t Wanna Be Like You (Anthem of the Outcast) - 2013: I Refuse to Sink (Fuck the Fame) (Bad Blood) - 2013: Crucified by Your Lies (Bad Blood) - 2013: Something Grimm (Bad Blood) - 2014: We’re Takin’ Over! (feat. Deuce) - 2014: Poison Apple (feat. Jeffree Star) (Bitch Craft) - 2014: Call Me Master (Bitch Craft) - 2014: Freaks Do It Better (feat. Kerry Louise) (Bitch Craft) - 2014: Good Vibes Only |

### Musikvideos
| Jahr | Titel                     | Album                     | Regie                           |
| ---- | ------------------------- | ------------------------- | ------------------------------- |
| 2010 | Believe                   | Epic                      | Robby Starbuck                  |
| 2010 | Death to Your Heart!      | Epic                      | Raul Gonzo                      |
| 2011 | Bewitched                 | All the Rage              | Patrick Fogarty                 |
| 2012 | Unforgiven                | (R)Evolution              | Dale Resteghini                 |
| 2012 | Rise & Shine              | (R)Evolution              | Dale Resteghini                 |
| 2012 | Don’t Want to Be Like You | The Anthem of the Outcast | Caleb Spillyards, Tyler Forrest |
| 2013 | Damaged                   | Bad Blood                 | Patrick Fogarty                 |
| 2018 | The Dominant              | Cinema Erotica            | Unknown                         |